# Майкл Ігнатьєв
Майкл Ґрант Ігнатьєв або Іґнат'єф (англ. Michael Grant Ignatieff, народився 12 травня 1947, Торонто) — канадський науковець, політик, депутат парламенту Канади, голова Ліберальної партії Канади. Займався науковою роботою у Кембріджі, Гарварді та Торонтському університеті, автор декількох книжок та документальних фільмів. У 2006 році почав займатися політикою, був обраний до парламенту Канади. У травні 2009 року був обраний головою Ліберальної партії Канади, однак після виборів 2011 року очолювана ним партія зазнала нищівної поразки, після чого Ігнатьєв залишив політику і повернувся до викладацької діяльності. З 2016 року він є ректором Центральноевропейського університету в Будапешті.

## Біографія

### Ранні роки життя
Майкл Ігнатьєв народився в родині канадської матері Елісон Ґрант та російського батька Георгія Павловича Ігнатьєва, котрий належав до знаменитого російського дворянського роду. Прабатько Майкла граф Павло Миколайович Ігнатьєв у 1907—1908 рр. був київським губернатором, на початку 20-го століття міністром освіти в уряді останнього російського царя Миколи II. Після жовтневого перевороту 1917 р. сім'я втекла до Монреаля. Майкл Ігнатьєв народився в Торонто 12 травня 1947 року. Навчався у престижному приватному Коледжі Верхньої Канади. По закінченні середньої школи навчався у Торонтському університеті. Тут вперше зацікавився політикою, брав участь у передвиборних кампаніях прем'єр-міністра П'єра Трюдо. Навчання продовжив у Оксфордському університеті, а докторський ступінь отримав у Гарвардському університеті у США.
У 1976 році здобув посаду викладача історії в Університеті Британської Колумбії, однак вже в 1978 р. йому запропонували іншу престижнішу посаду у Кембриджському університеті, де викладав до 1984 р. Окрім викладацької роботи у Кембриджському університеті викладав у Оксфорді, Лондонському та декількох інших престижних університетах Європи і США.

### Наукова робота
У Канаді, а пізніше і в Англії почав писати статті в газетах, працювати на радіо та телебаченні. 2000 року отримав посаду директора Центру дослідження прав людини при Гарвардському університеті, де викладав до призначення професором Торонтського університету. Ігнатьєв здобув визнання як історик і письменник, друкувався у провідних газетах і журналах Канади і США. Декілька книжок, написаних Ігнатьєвим, стали міжнародними бестселерами та здобули призи. Найбільшого визнання здобули його праці з міжнародних відносин, проблем націоналізму та етнічних конфліктів. Крім політологічних та історичних праць, написав роман та п'єсу. У списку американського журналу «Міжнародна політика» 100 найвпливовіших інтелектуалів сучасності посів 36 місце .

### Політична кар'єра
У 2004 р. в очікуванні відставки тодішнього прем'єр-міністра Пола Мартіна та за пропозицією провідних членів Ліберальної партії Канади відмовився від наукової роботи у США і балотувався на депутатське місце в парламенті Канади, яке легко виграв і став депутатом у 2006 році. У тому ж році після відставки Пола Мартіна балотувався на посаду голови Ліберальної партії Канади, але не здобув достатньої кількості голосів і опинився другим у перегонах на лідерство в партії. З 2006 по 2008 був заступником голови партії. Через відставку голови Ліберальної партії після виборів 2008 року знову оголосив про намір балотуватися на цю посаду і був обраний виконуючим обов'язки голови до з'їзду у 2009 році. У грудні 2008 р. інші претенденти на лідерство у партії відмовилися від участі у виборах і Ігнатьєв опинився єдиним кандидатом на посаду голови партії. У тому ж місяці був призначений головою офіційної опозиції у канадському парламенті. У виборах 2011 року очолювана Ігнатьєвим Ліберальна партія зазнала нищівної поразки, здобула найгірші результати в історії партії. Навіть сам Ігнатьєв втратив місце в парламенті і вже через декілька днів після поразки заявив про відставку з посади голови партії. Пізніше того ж року Ігнатьєв заявив, що залишив політику і повернувся до викладання в одному з коледжів Торонто.

## Політичні погляди
Переїзд Ігнатьєва зі США до Канади і його кандидатура на посаду голови Ліберальної партії Канади сприймалася деякими членами партії досить критично. Критики, зокрема вказували на той факт, що цей підтриманий керівництвом партії кандидат вже понад 30 років не жив в Канаді і не брав участі у її політичному житті. Критиці зазнали також деякі політичні погляди Майкла Ігнатьєва: його підтримка вторгнення США в Ірак йшла попри позиції Ліберальної партії, яка відмовилася брати участь у військовій операції в цій країні. Крім того, у своїй публікації в Нью-Йорк Таймс він висловився за застосування «безконтактних тортур» проти терористів в Іраку та інших країнах. Ця публікація збіглася зі скандалом навколо тортур американцями у в'язниці Абу-Грейб і викликали шквал критики з боку різних оглядачів. У інших питаннях Майкл Ігнатьєв дотримувався ліберальних поглядів: виступав за дозвіл дезертирів із США залишатися в Канаді та виступав проти мілітаризації космосу.

## Майкл Ігнатьєв і Україна
Сім'я Майкла Ігнатьєва має історичне коріння в Україні, деякі з роду Ігнатьєвих були поховані на Вінниччині у родовому маєтку російських графів, сам Майкл також бував в Україні, однак його ставлення до українців досить суперечливе. Ігнатьєв описав своє ставлення до українців у книзі «Кров на приналежність», де аналізуючи історичні коріння своєї сім'ї в Україні не приховував свої негативні стереотипи. Своє ставлення до України та українців він охарактеризував, зокрема таким чином:
|  | Українська незалежність викликає в моїй уяві селянські сорочки-вишиванки, стогін музичних інструментів, штучних козаків у жупанах і чоботях, паршивих антисемітів. Мені важко ставитися всерйоз до України не лише через своє, як космополіта, підозріле ставлення до будь-яких націоналістів. Глибоко всередині остаюсь тим, кого українці називають великоросом, — і є в мене залишки давнього російського відчуття презирства до цих «малоросів». Оригінальний текст (англ.) Ukrainian independence conjures up images of embroidered peasant shirts, the nasal whine of ethnic instruments, phony Cossacks in cloaks and boots, nasty anti-Semites. My difficulty in taking Ukraine seriously goes deeper than just my cosmopolitan suspicion of nationalism everywhere. Somewhere inside, I am what Ukrainians would call a Great Russian, and there is just a trace of old Russian disdain for these "little Russians". |

Публікація цієї книги і такі заяви викликали звинувачення Ігнатьєва у зневажливому ставленні до українців та українофобії з боку української діаспори в Канаді. Значна кількість мешканців у окрузі, де він балотувався виступили з протестами проти його кандидатури на депутата в канадському Парламенті. Попри це, у своїх промовах Майкл Ігнатьєв намагався примиритися з українцями свого виборчого округу, зокрема стверджував, що не має негативного відношення до українців та визнає Голодомор геноцидом.